# Јовица Тркуља
Јовица Тркуља (Кикинда, 13. април 1952) српски је правник, професор Правног факултета Универзитета у Београду и члан Сената Републике Српске.

## Биографија
Рођен је 1952. у Кикинди. У Кикинди је завршио основну школу и гимназију. Право је дипломирао 1975, магистрирао 1980, и докторирао 1986. на Правном факултету Универзитета у Београду.
Био је уредник часописа „Гледишта“, и часописа „Српска политичка мисао“, а сада је уредник „Правне библиотеке“ Службеног гласника, уредник часописа Hereticus, библиотеке „Политика и друштво“, зборника „Кикиндски дијалози“, и других. Управник је Издавачког центра Правног факултета Универзитета у Београду и главни уредник издања Центра за унапређивање правних студија. Област његовог интересовања је истраживање политичког система, уставног права, теорије демократије и посљедица посткомунистичке транзиције. Постао је члан Сената Републике Српске у другом сазиву Сената 2009. године.